# PVL-105 Torm
Le PVL-105 Torm était un ancien patrouilleur des garde-frontières estoniens qui a servi de 1994 à 2008 . Auparavant il était un navire norvégien de classe Storm déployé sous le nom de KNM Arg (P968) de la Marine royale norvégienne de 1966 à 1994. Il est désormais navire musée depuis 2004 à quai du musée maritime estonien à Tallinn .

## Historique
Le patrouilleur a été construit entre 1965 et 1966 à Bergen, en Norvège pour la Marine royale norvégienne. Le navire faisait partie d'une série de 20 navires conçus à l'origine comme des "missilkanonbåter" (MKB) en Norvège et construits entre 1965 et 1968.
L'armement d'origine était composé d'un canon double de 25 mm et d'un Bofors 40 mm. À partir de 1970, les navires ont été modernisés en recevant des lanceurs de missile antinavire Penguin.
Le navire a été donné aux garde-frontières estoniens en décembre 1994 sans armes. Le 16 décembre 1994, une cérémonie de remise et d'échange de drapeau a eu lieu au port des gardes-frontières. Le parrain du navire est Valve Kirsipuu, membre du Riigikogu à l'époque.
Le navire a été classé comme navire de patrouille et armé de deux canons. En 1996, l'un d'eux a été remplacé par le canon automatique Bofors 40 mm acheté en Norvège.
Le navire était principalement basé à Saaremaa et Hiiumaa, plus tard à Tallinn et Paldiski. En décembre 1995, il a participé à la «guerre des sprats» entre l'Estonie et la Lettonie dans le golfe de Riga et a participé à plusieurs exercices de sauvetage naval.

### Préservation
Les actes de transfert du navire au Musée maritime estonien  ont été signés le 2 avril 2008 dans la cabine du brise-glace Suur Tõll à Tallinn situé à Hydroaéroport de Tallinn .

## Galerie

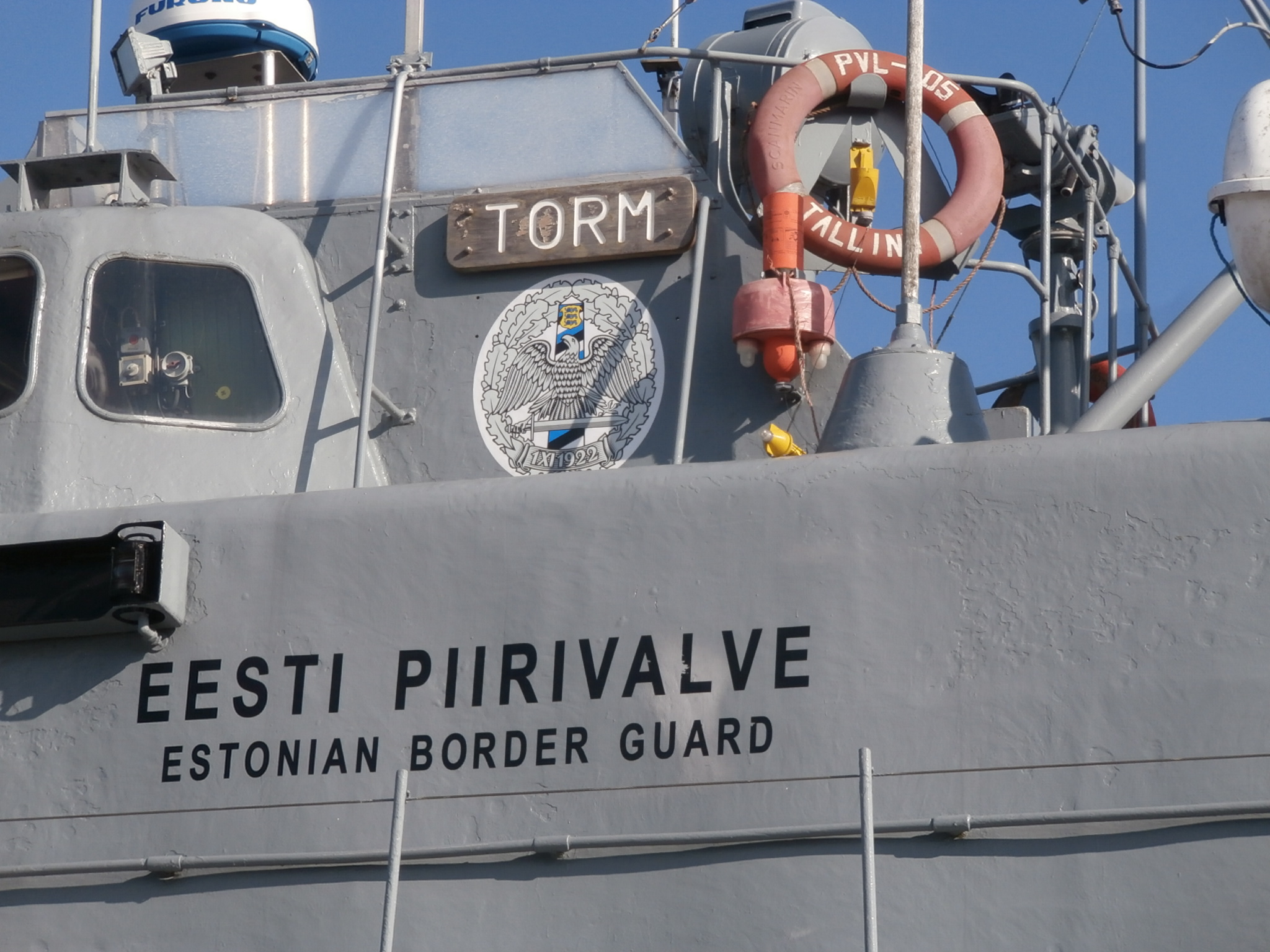
PVL-105 Torm
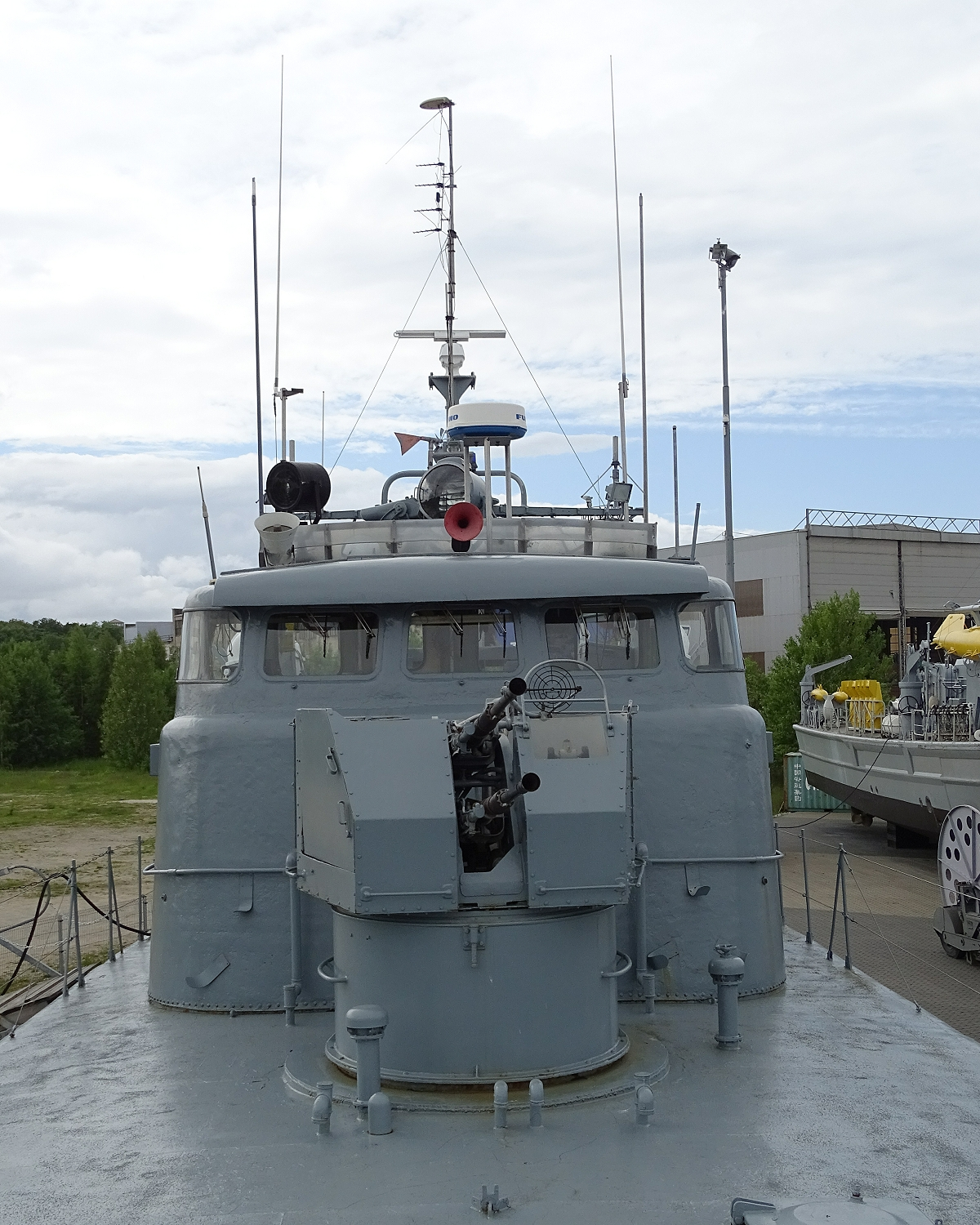
Artillerie du Torm